# Victor Hlolo Phalana
Victor Hlolo Phalana (ur. 3 kwietnia 1961 w Erasmus w Afryce Południowej) – południowoafrykański duchowny katolicki, biskup Klerksdorp od 2015.

## Życiorys

### Prezbiterat
Święcenia kapłańskie przyjął 14 maja 1988 i został inkardynowany do archidiecezji Pretorii. Pracował głównie jako duszpasterz parafialny oraz jako wykładowca wielu południowoafrykańskich seminariów duchownych i instytutów. W 2011 mianowany wikariuszem generalnym archidiecezji.

### Episkopat
24 listopada 2014 papież Franciszek mianował go biskupem diecezji Klerksdorp. Sakry udzielił mu 25 stycznia 2015 metropolita Pretorii - arcybiskup William Slattery.